# マックウィリアムズ・アローヨ
マックウィリアムズ・アローヨ（McWilliams Arroyo、1985年12月5日 - ）は、プエルトリコのプロボクサー。セイバ出身。元WBC世界フライ級暫定王者。2009年世界ボクシング選手権フライ級金メダリスト。
双子の弟のマックジョー・アローヨもプロボクサー。

## 来歴

### アマチュア時代
2004年、アテネオリンピックのアメリカ大陸予選にライトフライ級(48kg)で出場するが2回戦で敗退。
2007年、パンアメリカン競技大会にフライ級(51kg)で出場し、準決勝でヨアンドリス・サリナス、決勝でファン・カルロス・パヤノを破り優勝を果たした。
2008年、中華人民共和国の北京で開催された北京オリンピックにフライ級(51kg)で出場したが2回戦で敗退した。
2009年、イタリアのミラノで開催された世界ボクシング選手権にフライ級(51kg)で出場し、決勝でツグスソグ・ニヤンバヤルに勝利し金メダルを獲得した。

### プロ時代
2010年2月27日、バヤモンのルーベン・ロドリゲス・コロシアムでデビュー戦を行い、初回1分46秒KO勝ちを収めデビュー戦を白星で飾った。
2010年6月12日、アメリカのニューヨーク州マディソン・スクエア・ガーデンで岡田隆志にプロ初黒星となる4回0-3の判定負けを喫した。
2012年3月10日、ルイス・マルドナドとWBOラテンアメリカフライ級王座決定戦を行い、10回3-0（2者が99-91、98-92）の判定勝ちを収め王座獲得に成功した。
2012年9月27日、ロナルド・ラモスと対戦し、5回2分28秒TKO勝ちで初防衛に成功した。
2013年2月2日、ミゲール・タマーヨとWBCラテンアメリカフライ級暫定王座決定戦を行い、4回45秒KO勝ちを収め王座獲得に成功した。
2014年6月19日、IBF世界フライ級12位のフロイラン・サルダーとIBF世界フライ級挑戦者決定戦を行い、2回2分25秒TKO勝ちを収めアムナットへ挑戦権を獲得した。
2014年9月10日、タイのムアンナコーンラーチャシーマー郡のリプタパンロプ・ホールでIBF世界フライ級王者アムナット・ルエンロンと対戦し、6回にアムナットからダウンを奪ったが12回1-2（114-115、113-114、114-113）の判定負けを喫し王座獲得に失敗した。
2016年4月23日、カリフォルニア州イングルウッドのザ・フォーラムでWBC世界フライ級王者のローマン・ゴンサレスと対戦し、12回0-3（2者が109-119、108-120）の判定負けを喫し王座獲得に失敗した。
2018年2月24日、カリフォルニア州イングルウッドのザ・フォーラムで行われた「SUPER FLY2」で元WBC世界スーパーフライ級王者でWBC世界スーパーフライ級2位のカルロス・クアドラスとWBC世界スーパーフライ級シルバー王座決定戦を行い、10回2-0（98-92、97-93、95-95）の判定勝ちを収め王座獲得に成功、再起した。
2018年9月8日、カリフォルニア州イングルウッドのザ・フォーラムにおいて井岡一翔と対戦し、10回0-3（92-97×2、90-99）の判定で敗れ初防衛に失敗、王座からから陥落した。
2021年2月27日、フロリダ州マイアミガーデンズにてWBC世界フライ級王者のフリオ・セサール・マルティネスに挑戦することが決定していたが、マルティネスが拳を負傷して欠場したために、急遽抜擢されたアブラハム・ロドリゲスとWBC世界フライ級暫定王者決定戦で対戦し、5回TKO勝ちを収め王座獲得に成功した。
2021年11月19日、ニューハンプシャー州マンチェスターでWBC世界フライ級正規王者のフリオ・セサール・マルティネスと団体内王座統一戦を行うも、2回にマルティネスの偶然のバッティングでアローヨが右目をカットし、3回開始時にドクターストップにより無効試合となった。
2022年6月25日、WBC世界フライ級正規王者のマルティネスと団体内王座統一戦で再戦予定だったが、試合が行われる3日前の6月22日、マルティネスの体調不良で試合が中止となった。
2022年12月3日、WBC世界フライ級正規王者のマルティネスと団体内王座統一戦で再戦予定だったが、アローヨが負傷したため試合を欠場することが11月8日に発表された。
2023年5月6日、WBC世界フライ級正規王者のマルティネスと団体内王座統一戦で再戦予定だったが、アローヨがメキシコでの対戦を拒否した。
2023年10月11日、WBCはアローヨがマルティネスとの対戦を拒否したとして、アローヨからWBC世界フライ級暫定王座を剥奪した。

## 獲得タイトル
- WBOラテンアメリカフライ級王座
- WBCラテンアメリカフライ級暫定王座
- WBC世界スーパーフライ級シルバー王座
- WBC世界フライ級暫定王座（防衛0=剥奪）